# Coalició Compromís
|  | «Compromís» redirigeix aquí. Vegeu-ne altres significats a «Compromís (desambiguació)». |

La Coalició Compromís és una coalició política valenciana amb caràcter estable i permanent integrada per Més - Compromís (antigament Bloc Nacionalista Valencià), Iniciativa del Poble Valencià i Verds Equo, a més de militants independents adherits a Compromís. La coalició va ser creada el gener de 2010 per a participar conjuntament a les eleccions valencianes i municipals de 2011.
Actualment compta amb prop de 662 regidors arreu del País Valencià, quinze diputats a les Corts Valencianes, dos diputats al Congrés dels Diputats i un diputat al Senat. A més, compta amb sis diputats a la Diputació de València, dos diputats a la Diputació de Castelló, tres a la Diputació d'Alacant i el 2023 tingué 10 alcaldies a tot el País Valencià.

## Components de la coalició
Compromís és una coalició de partits d'ideologia valencianista, progressista, i ecologista. Està formada per tres partits i personalitats independents, si bé es va ampliar puntualment a quatre partits per a les eleccions generals espanyoles del 2011.

### Components fundacionals

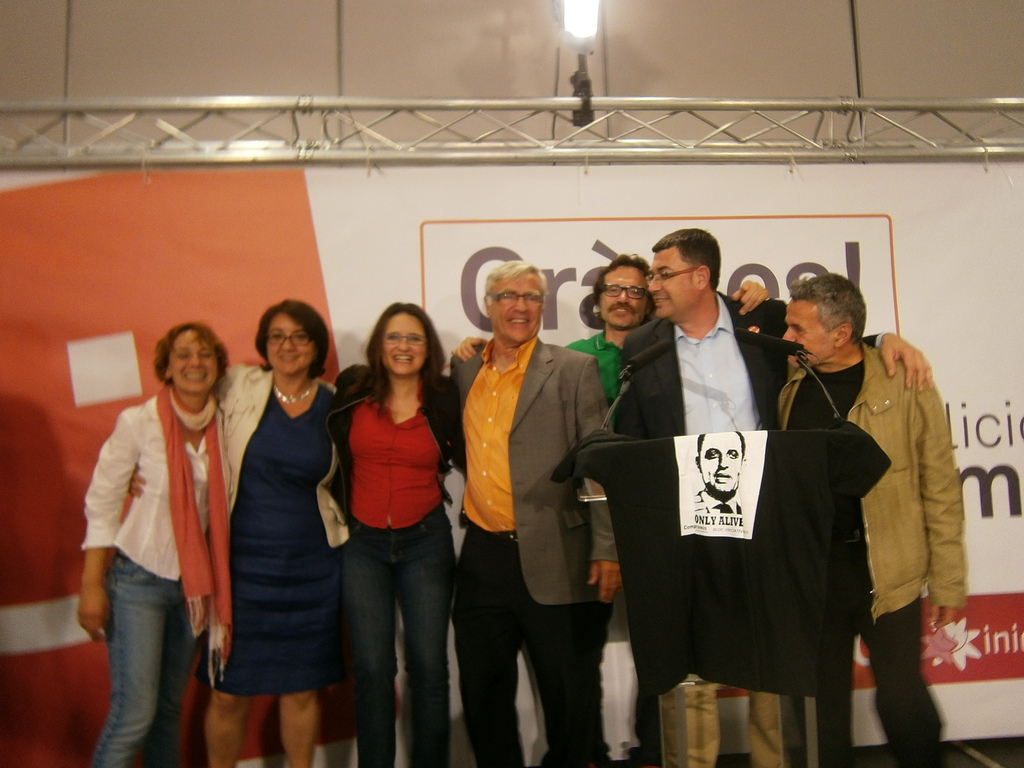
Celebració dels resultats electorals de les eleccions de 2011. D'esquerra a dreta, els candidats Pilar Soriano, Consol Castillo, Mónica Oltra, Joan Ribó, Giuseppe Grezzi, Enric Morera i Carles Arnal.

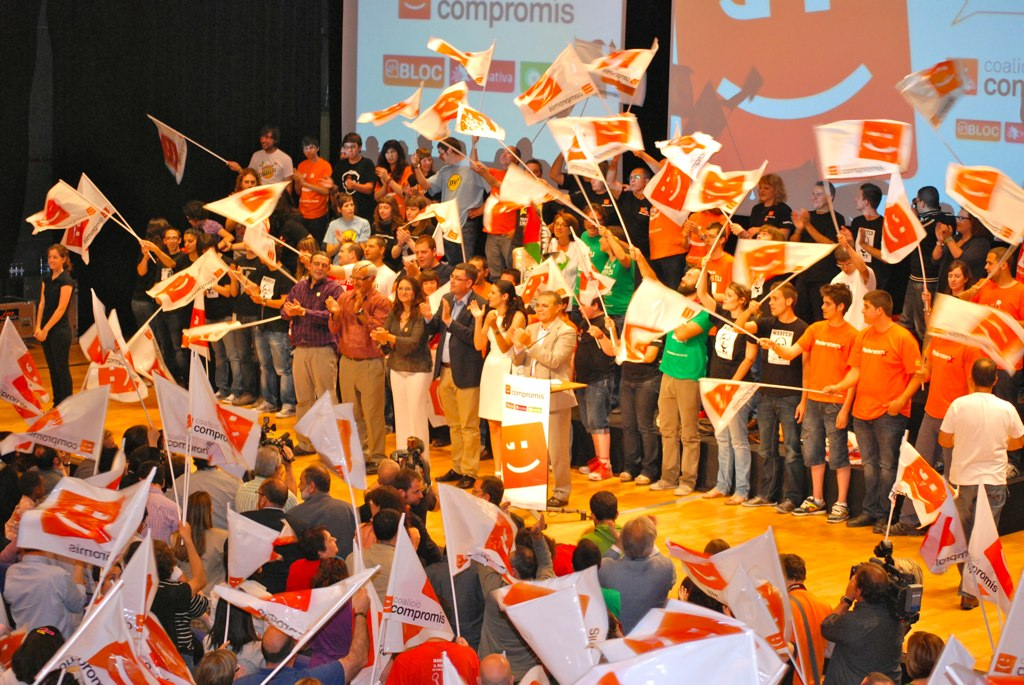
Míting de Compromís el 15 de maig de 2011.

- Bloc Nacionalista Valencià (BLOC):

Fruit de la coalició electoral Unitat del Poble Valencià-Bloc Nacionalista (1995), formada per Unitat del Poble Valencià (fundada en 1982), el Partit Valencià Nacionalista (fundat en 1990), Nacionalistes d'Alcoi (fundat el 1994), el Bloc Progressista de Monòver i Grau Unit de Castelló. En l'any 1997 es va aprovar la Declaració Política Constitutiva i es va inscriure en el registre de partits polítics com a federació de partits, per a posteriorment en l'any 2000 convertir-se en partit en el seu Congrés Constituent. S'autodefiní com nacionalista valencià, progressista i valencianista.
L'any 2021 el partit es refunda amb el nom Més, passant a ser conegut com Més Compromís.
- Iniciativa del Poble Valencià (IdPV):

Partit ecosocialista i valencianista. Té el seu origen en una antiga corrent interna d'Esquerra Unida del País Valencià anomenada Esquerra i País, que representava al voltant del 30% de la federació. Es va constituir en partit polític el 20 d'octubre de 2007, enmig de la crisi interna que enfrontava al sector majoritari d'EUPV, nucleat entorn del Partit Comunista del País Valencià i la coordinadora general Glòria Marcos, amb els crítics més propers al valencianisme (Esquerra i País i Projecte Obert).
- Els Verds - Esquerra Ecologista del País Valencià (EV-EE o VERDS-EE):

Partit ecologista d'àmbit valencià. Es va fundar en 2004, després que un grup de militants d'Els Verds del País Valencià, descontents amb el pacte estatal amb el PSOE, decidiren abandonar la coalició. L'octubre de 2014 es va fusionar amb Equo al País Valencià per donar lloc a Verds Equo del País Valencià.

### Suports

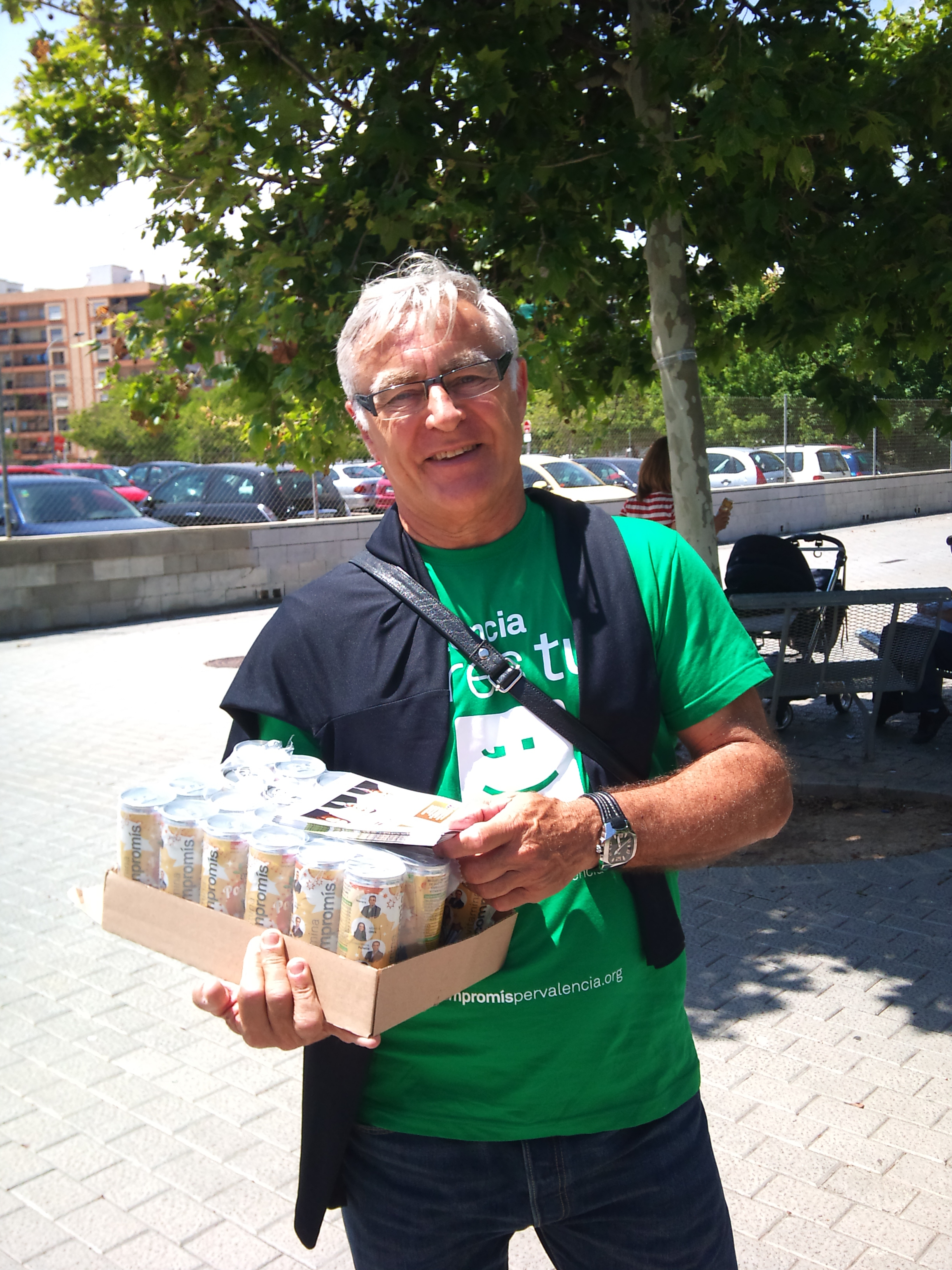
Joan Ribó, alcalde de València (2015-2023).

Des que es va presentar oficialment la coalició Compromís, aquesta ha rebut el suport de diferents col·lectius i partits polítics:
- Projecte Equo (Equo):

Partit polític d'àmbit espanyol organitzat originàriament com una fundació, que va ser presentada en societat a Madrid el 24 de setembre de 2010, i que pretén ser un "nucli de formació i debat en ecologia política i equitat social i la formació d'un moviment sociopolític", amb l'objectiu d'agrupar al moviment verd en un partit polític a tot l'estat. Aquesta fundació va donar suport a la coalició en les Eleccions a les Corts Valencianes de 2011. Després de les eleccions, les assemblees d'Equo al País Valencià es van presentar conjuntament amb la coalició per a les Eleccions generals espanyoles de 2011.
- Projecte Obert :

Plataforma que agrupà ex militants d'EUPV i que apostava per la convergència entre les formacions polítiques que conformen el valencianisme, l'esquerra i l'ecologisme. D'aquest grup procedeix, entre d'altres, Joan Ribó, regidor a l'Ajuntament de València per la coalició.
- Els Verds de Villena:

Formació ecologista d'àmbit local del municipi de Villena (Alt Vinalopó). És un grup ecologista amb molta tradició, fundat als anys 80 i que des de 2011 ostenta l'alcaldia de la localitat. A les eleccions municipals i valencianes de 2011 van donar suport a Compromís. A les eleccions municipals de 2019 van incorporar el nom de Compromís a les llistes electorals.
- Els Verds de Torrevella:

Formació ecologista d'àmbit local del municipi de Torrevella (Baix Segura). De la mateixa manera que Els Verds de Villena, és una formació amb dècades d'història amb activitat al municipi. Entre 2015 i 2019 es va signar un acord de col·laboració política entre les dues formacions, pel qual es donava suport a Compromís, i en 2019 van incorporar el nom de Compromís a les llistes electorals de Torrevella. Així mateix, el candidat dels Verds de Torrevella i alcalde de la localitat, José Manuel Dolón, va anar com a número 1 a la llista del Senat a les eleccions de 2019. Els Verds de Torrevella va ostentar l'alcaldia entre 2015 i 2019. Actualment, després de les eleccions municipals de 2019, és la tercera força del consistori amb Compta amb dos regidors a l'ajuntament de la localitat.
- Partit Verd Europeu (PVE):

El Partit Verd Europeu és una formació de dimensió europea que prové de la fusió de 32 partits ecologistes i ecosocialistes de 29 estats d'Europa. Formen grup al Parlament Europeu en conjunt amb diversos diputats independentistes, nacionalistes i regionalistes d'esquerres i independents amb el nom d'Els Verds/Aliança Lliure Europea (Els Verds/ALE). El PVE ha reconegut a Coalició Compromís com la seua interlocutora al País Valencià.

### Exmembres de la coalició
- Estat Valencià:

És un partit polític d'ideologia sobiranista valenciana, d'esquerra i que lluita per la independència i el socialisme al País Valencià, la plena sobirania d'aquest, així com una Constitució Valenciana que proclame la República Valenciana i la seua integració en una Confederació Europea. En les eleccions a les Corts Valencianes de 2011 i en les Eleccions generals espanyoles de 2011 va demanar el vot per la Coalició Compromís, arribant a formar part de la coalició a les eleccions municipals del 2011 a la localitat d'Alfafar. Finalment, el març de 2012 va demanar oficialment la seua adhesió a Coalició Compromís, sent admesos com a membres de ple dret un any després, en març de 2013. El juny de 2017 Estat Valencià va cessar la seua pertinença a Compromís a nivell nacional, tot i que els seus militants van mantindre la seua pertinença als col·lectius locals de Compromís on participen.
- Esquerra Valenciana (EV):

Esquerra Valenciana és una formació republicana i d'esquerres integrada en el Bloc des de 2007 i on va quedar inactiva. En 2014 va anunciar la seua reactivació amb un acord amb una altra formació soberanista de Compromís per tal de formar un pol independentista d'esquerres. Posteriorment, en 2016 va fer pública la seua intenció d'abandonar tant el Bloc com la coalició Compromís.

## Estructura
L'últim cap de setmana de març de 2012, els partits integrants de Compromís van aprovar que la coalició es dotara d'una direcció pròpia en la qual estan representats tant els partits integrants com els independents. El consell nacional del BLOC va aprovar la decisió amb un 97% de vots favorables. Iniciativa del Poble Valencià, que portava a terme el seu tercer congrés, ho va fer amb un 91%, mentre que Els Verds va reunir la seua assemblea, que va aprovar la decisió amb un 94% de vots favorables.
Al juliol de 2012 es va dotar d'una executiva de 21 membres encapçalada pel síndic del grup parlamentari Enric Morera i Mónica Oltra com a coportaveus, als quals acompanyaven Juan Ponce, d'Els Verds, i Joan Ribó, independent, com a adjunts. Formaven també part de l'executiva la resta de diputats a les Corts Valencianes i Joan Baldoví, el diputat al Congrés de Diputats. El BLOC disposa d'onze representants en l'executiva, per sis d'IdPV, dos dels Verds i dos independents. No obstant això, les decisions polítiques «estratègiques» (designació de càrrecs, pressupostos, coalicions i campanyes polítiques) requeriran majories de dos terços. En canvi, la confecció de les llistes electorals es farà per majoria simple.

## Pacte ideològic
La coalició va realitzar un manifest explicant les línies directores del pacte, incidint en la confluència del valencianisme progressista, l'esquerra moderna i l'ecologisme polític a fi d'oferir una alternativa electoral, així com denunciant la corrupció generalitzada al País Valencià i advocant per una política més transparent, honesta, i al servei dels interessos de la majoria. Defensen l'aplicació d'un 'nou model de desenvolupament sostenible que pose èmfasi en superar les mancances del model econòmic vigent', així com un aprofundiment en l'autogovern de la Generalitat Valenciana i la defensa del valencià.
Joan Ribó, candidat de la coalició a l'alcaldia de València va definir la coalició amb estes paraules: "El nostre objectiu és un projecte unitari on el valencianisme, l'ecologisme polític i els valors de solidaritat que caracteritzen l'esquerra es fonguen en un model atractiu per a la majoria dels habitants de la ciutat de València amb un mínim de plantejaments progressistes. No es tracta que cadascú hi pose la seua “quota”. Es tracta que tots siguem valencianistes, ecologistes i d'esquerres".

## Antecedents electorals

### Eleccions locals i valencianes del 2007: Compromís pel País Valencià

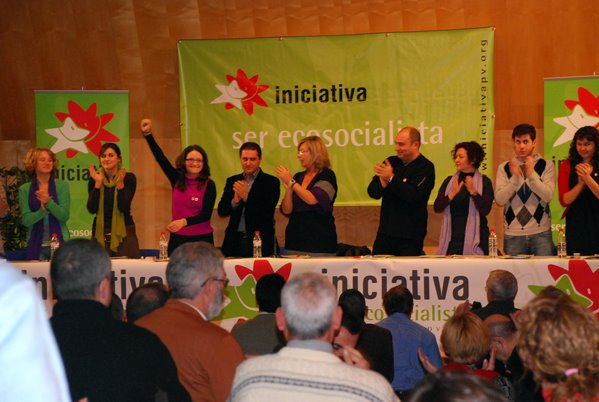
Congrés constituent d'Iniciativa.

Compromís pel País Valencià va ser una coalició electoral integrada per Esquerra Unida del País Valencià, BLOC Nacionalista Valencià, Els Verds del País Valencià, Els Verds - Esquerra Ecologista del País Valencià i Izquierda Republicana, que es va presentar a les Eleccions a les Corts Valencianes de 2007, i que es va fer extensible també a diferents localitats del País Valencià a les Eleccions municipals espanyoles de 2007. Aquest pacte tenia per objectiu principal evitar el bipartidisme a les Corts Valencianes, i especialment la majoria absoluta del Partit Popular.
La coalició va obtenir 195.116 vots (8,02%), que es van traduir en 7 diputats (3 per València, 2 per Alacant i 2 per Castelló). El repartiment entre els partits es va realitzar de la següent manera: 5 per a EUPV, 2 per al BLOC i cap per a ambdós partits ecologistes (EVPV i EV-EE) i IR.
El grup parlamentari format es va denominar Esquerra Unida-Bloc-Verds-IR: Compromis amb Glòria Marcos com a portaveu. Tanmateix, després de la Crisi d'Esquerra Unida de 2007-08 i que va significar l'escissió d'Iniciativa del Poble Valencià (IdPV) d'EUPV, Esquerra Unida va abandonar el grup parlamentari conjunt. Això va suposar que 2 diputades d'EUPV passessin a ser-ho per IdPV.

### Eleccions generals del 2008: Bloc-iniciativa-Verds

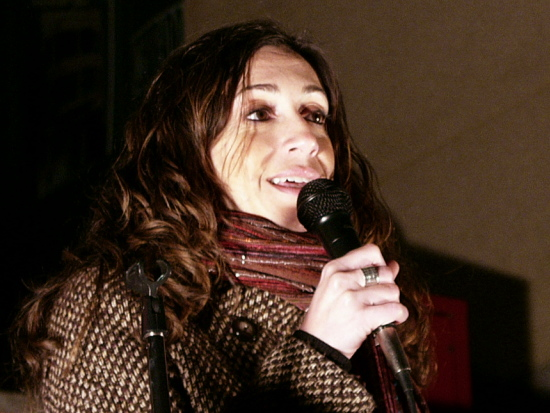
Isaura Navarro en un míting, març de 2008.

Bloc-Iniciativa-Verds va ser l'embrió de l'actual coalició, formada per a les eleccions generals espanyoles de 2008 pels tres partits, el Bloc Nacionalista Valencià, Iniciativa del Poble Valencià i Els Verds-Esquerra Ecologista.
El seu cap de llista per València va ser Isaura Navarro i Casillas, d'IdPV, que havia estat diputada al Congrés dels Diputats per Izquierda Unida en l'anterior legislatura. Per la circumscripció d'Alacant, el cap de llista va ser Rafael Climent, del BLOC i alcalde de Muro. I per Castelló, també del BLOC, Alfred Remolar, alcalde de Betxí.
La coalició aspirava a revalidar l'escó d'Isaura Navarro per València. Tanmateix, els resultats van estar molt per davall de les expectatives, ja que van obtenir 29.760 vots (1,08% al País Valencià), sense aconseguir cap escó ni sobrepassar a EUPV (que va obtenir 74.405 vots, 2,71% quedant sense representació), aconseguint resultats fins i tot inferiors als aconseguits en les anteriors eleccions generals del 2004 amb el BLOC en coalició amb Esquerra Verda (40.759 vots, 1,53%).

## Evolució

### Eleccions a les Corts Valencianes del 2011

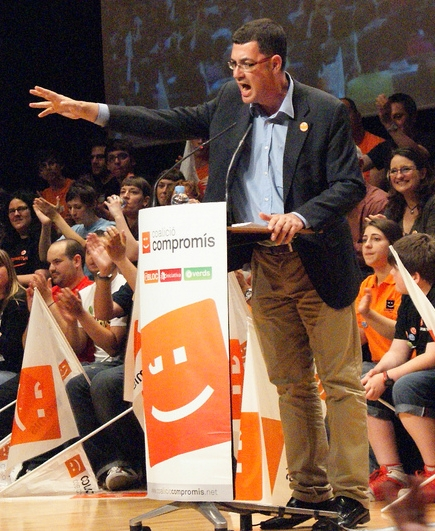
Míting d'Enric Morera (BLOC), candidat a la presidència de la Generalitat en les eleccions del 2011 per la coalició.

La Coalició Compromís es va crear el gener de 2010 per presentar-se a les eleccions a les Corts Valencianes de 2011, amb la voluntat de crear un tercer espai que permetera un canvi substantiu i en profunditat a la política valenciana i ser l'autèntica alternativa al bipartidisme del PP i PSOE.
Enric Morera (BLOC) va ser el candidat per la presidència de la Generalitat i cap de llista per València, seguit de Mónica Oltra (IdPV), Juan Ponce (VERDS-EE) i Fran Ferri (BLOC). El cap de llista per la circumscripció d'Alacant va ser Mireia Mollà (IdPV), seguida per Dimas Montiel (BLOC).
Mentre que el cap de llista per Castelló va ser Josep Maria Pañella. Com a fet simbòlic es pot destacar que les llistes de les circumscripcions de València i Alacant van comptar, respectivament, amb la presència de l'escriptor Ferran Torrent i del músic Josep Nadal, cantant del grup La Gossa Sorda.
Durant la pre-campanya, Compromís va portar a terme una recollida de signatures per tal de portar endavant una Iniciativa Legislativa Popular (ILP) perquè la Conselleria d'Educació fóra capaç d'atendre gratuïtament i en un termini de tres anys tota la demanda d'educació infantil de zero a tres anys. Finalment van recollir 62.300 signatures, si bé la ILP no va poder-se tramitar primer ni aprovar després pel rebuig del govern popular a la mateixa quan va ser presentada en més d'una ocasió.
Els resultats de la coalició, en les eleccions a les Corts Valencianes, van ser millors que els esperats segons les enquestes, ja que van obtenir 175.087 vots, és a dir un 7% de les paperetes, la qual cosa es va traduir en sis diputats, quatre per València, i un per Alacant i Castelló. Hom pot deduir que el resultat d'aquestes eleccions es deu a la baixada que va patir el PSPV-PSOE i al transvasament de vots des del partit socialista cap a la coalició. El resultat obtingut l'any 2003 pel Bloc Nacionalista, única xifra vàlida per comparar, ja que el 2007 es va presentar en coalició amb EUPV, va ser llavors, amb Pere Mayor de cap de llista, de 114.122 vots (4,8%), mentre que a les eleccions valencianes de l'any 2011 es van superar els vots del 2003 en 60.000 sufragis.

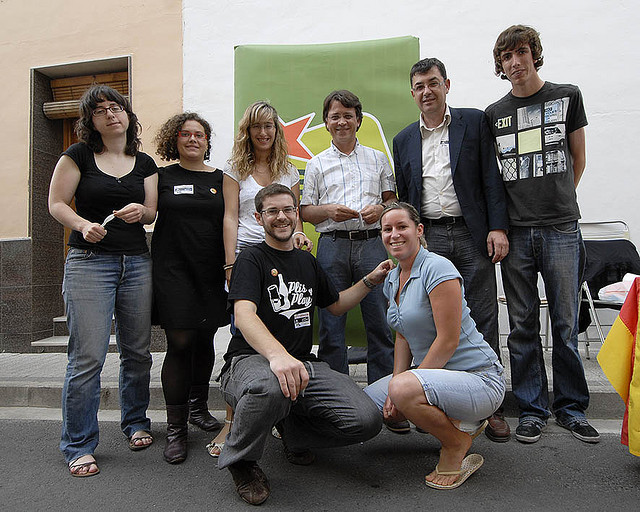
Candidats del BLOC a la comarca de la Safor amb Enric Morera.

### Eleccions locals del 2011
La coalició també es va presentar a les eleccions locals de 2011 amb 320 candidatures les quals van aconseguir 180.913 vots, és a dir, un 7,23% dels vots del País Valencià, així com el govern de 7 municipis amb majoria absoluta, i el de 5 amb majoria relativa. A la ciutat de València, la coalició va obtenir 3 regidors amb l'independent Joan Ribó com a cap de llista, mentre que a Alacant i Elx la coalició no va superar la barrera del 5% per obtenir representació. El cas de Castelló de la Plana va ser diferent, ja que el BLOC i IdPV es van presentar separadament, obtenint el BLOC el seu millor resultat de la història, amb un 8,83% dels vots i dos regidors, i Iniciativa un 1,64% dels vots, insuficient per obtenir representació al consistori.

### Eleccions generals del 2011

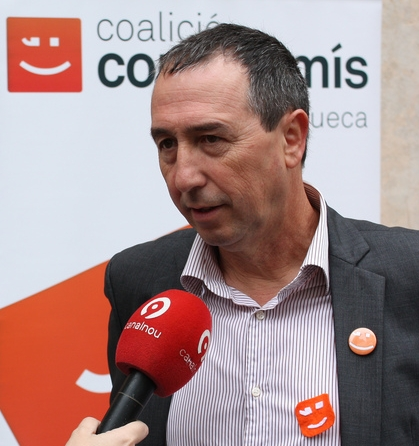
Joan Baldoví va ser elegit diputat amb 85.725 vots a la circumscripció de València, esdevenint el primer diputat valencianista al Congrés des de la Segona República Espanyola

Enric Morera, portaveu parlamentari de Compromís va confirmar, ja en juny de 2011, que la coalició presentaria una candidatura a les eleccions generals del 20 de novembre de 2011, que "no serà sucursalista". Per a estes eleccions es va sumar un quart partit a la coalició: Projecte Equo.
Amb la modificació de la llei electoral, que es va realitzar en gener del 2011, la coalició es va vore obligada a recollir la signatura d'almenys el 0,1% del cens electoral de la circumscripció per la qual vulguen presentar-se, ja que els partits o coalicions que no van obtenir representació en cap de les càmeres a les eleccions del 2008 no podrien presentar candidatures al Congrés i al Senat, en les eleccions generals del 20 de novembre de 2011, si no superen aquest tràmit.
Compromís va obtenir 25.000 avals a tot el País Valencià, dels quals 18.000 eren de la província de València. Açò suposa que van aconseguir 9,5 voltes els avals necessaris per concórrer a eixa província, prop de l'1% del cens total de la Circumscripció de València. A Castelló n'obtingueren 2.000 (en calien 400, és a dir que obtingueren 5 vegades els avals necessaris) i a Alacant, van tindre l'adhesió de 5.000 persones, 3,8 voltes més dels 1.300 necessaris.
La llista al Congrés dels Diputats per València va ser liderada pel nacionalista Joan Baldoví del Bloc Nacionalista Valencià (BLOC). Per Castelló, el candidat va ser el també valencianista Roger Mira, fill de l'intel·lectual Joan Francesc Mira. Per Alacant, la cap de cartell va ser la jove Aitana Mas, d'Iniciativa del Poble Valencià.

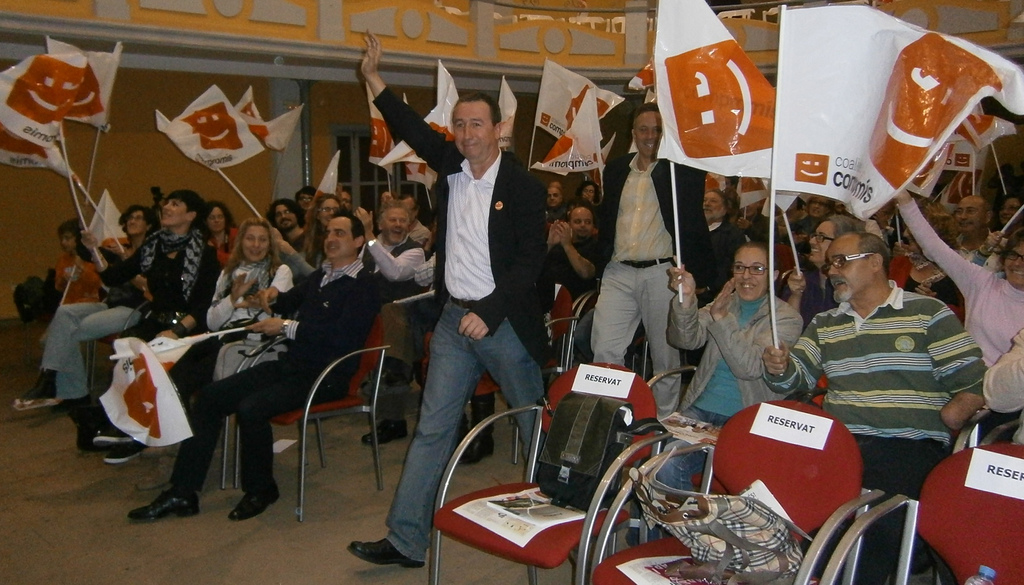
Joan Baldoví va ser elegit diputat amb 85.725 vots a la seua circumscripció.

A les seues primeres declaracions públiques després de ser elegit candidat, Joan Baldoví va afirmar vore un "futur esperançador" davant de "la possibilitat de tenir per primera vegada des de la II República un diputat valencianista a les Corts".
Els candidats al Senat van ser a València Pere Fuset, administrador del web Valencianisme.com i exsecretari general del Bloc Jove; a Castelló Jordi Julià; i a Alacant Ignasi Bellido. Pere Fuset va obtenir 78.573 vots a la circumscripció de València.
Una de les primeres propostes que Compromís va traure a debat en eixa campanya electoral va ser la realització d'un referèndum per canviar la llei electoral espanyola. La proposta de canvi de llei electoral va ser batejada com Referèndum Baldoví.
Finalment, amb 125.150 vots, Compromís va obtindre representació per València amb Joan Baldoví com a diputat.

### Més Compromís: coalició permanent
El dissabte 31 de març de 2012, el consell nacional del Bloc Nacionalista Valencià, el congrés d'Iniciativa del Poble Valencià i l'assemblea d'Els Verds-Esquerra Ecologista del País Valencià van acceptar amb un vot favorable del 97%, 91% i 94% respectivament les normes internes de Compromís, fet que comporta que Compromís funcione com una formació política amb els tres partits al seu interior, i amb militants independents. Estos militats independents són anomenats des d'octubre de 2013 Gent de Compromís.
En estiu de 2012, poc més d'un any després de les eleccions a les Corts Valencianes de 2011, es va fer públic que entre els sis diputats del Grup Parlamentari de Compromís a les Corts Valencianes havien presentat 6.318 iniciatives a la cambra, el que els convertia, amb una mitjana de més de 1.000 iniciatives per diputat, en el grup parlamentari més eficient de les Corts.

### Eleccions Europees del 2014

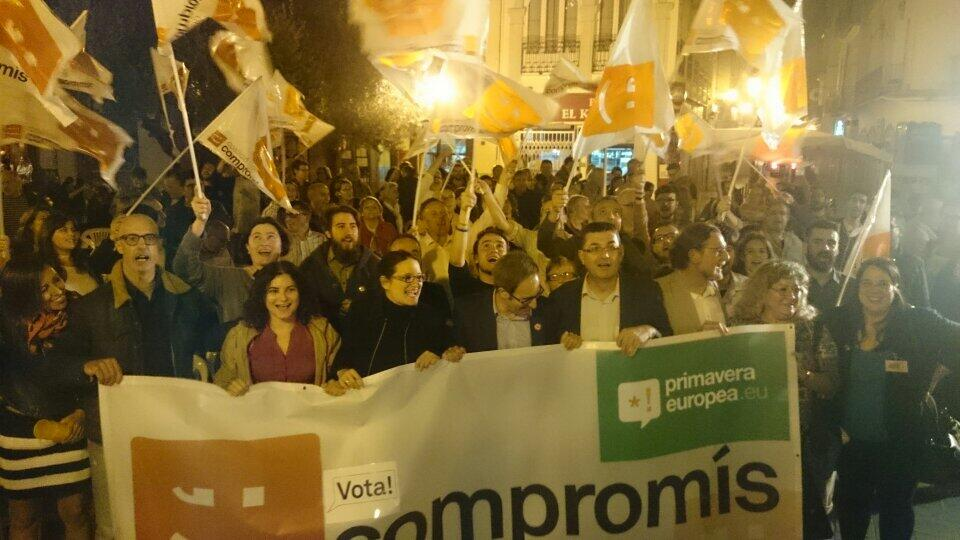
Inici de la campanya electoral de la Coalició Compromís: Primavera Europea, encapçalada per Jordi Sebastià (BLOC).

Durant el 2013, des de Compromís es va anunciar la seva intenció de concorre en les eleccions al Parlament Europeu de 2014 encapçalant una llista que tingués per objectiu obtenir un eurodiputat. Per aconseguir-ho, es van establir contactes amb Anova-Irmandade Nacionalista i Podem, si bé finalment es va tancar un acord amb Equo i la Chunta Aragonesista, formacions amb què tenien contacte des de feia mesos.
La coalició amb què Compromís es va presentar a les eleccions europees es va dir Primavera Europea, del qual el principal aliat era Equo. El cap de llista de la candidatura pertanyia a Compromís, Jordi Sebastià, que segons els acords electorals cediria la seva posició al candidat d'Equo, Florent Marcellesi, a la meitat de la legislatura, en proporció als vots obtinguts per Compromís i Equo en les eleccions.
Jordi Sebastià, militant del Bloc i alcalde de Burjassot, va ser elegit candidat amb el 54% dels vots en les primàries obertes que Compromís va celebrar al març, en què es van presentar fins a cinc candidats.
En la coalició electoral, a més d'Equo, van participar la Chunta Aragonesista (CHA), el Partido Castellano (PCAS), la Coalición Caballas (Caballas), que és el principal partit de l'oposició a la ciutat de Ceuta, el partit Por Un Mundo Más Justo (PUM+J), el partit Democracia Participativa (Participa) i Socialistas Independientes de Extremadura (SIEX). Mentre que els partits que li van donar suport són Socialistas por Tenerife] (SxTf), Los Verdes de Villena (LVdV), Demos + (D+), Electores de Alhaurín (EdA), Junts per Agres (JxA), Agrupación Barruelana Independiente (ABI) i Mesa de la Ría de Huelva (MRH), a més de Més per Mallorca, formació que no es va presentar en les eleccions i que va recomanar el votar Primavera Europea o L'Esquerra pel Dret a Decidir.
Primavera Europea va obtenir 138.488 vots (un 8,11%) en el País Valencià, i un total de 299.884 vots (1,96%) en el conjunt de l'estat, cosa que el va permetre obtenir un escó.

### Eleccions autonòmiques del 2015
L'11 de juliol de 2014 Mónica Oltra va anunciar que es presentava a encapçalar la candidatura de la formació a la Generalitat per a les eleccions de 2015 i va demanar unes primàries obertes per a escollir la totalitat de les llistes municipals i autonòmiques.

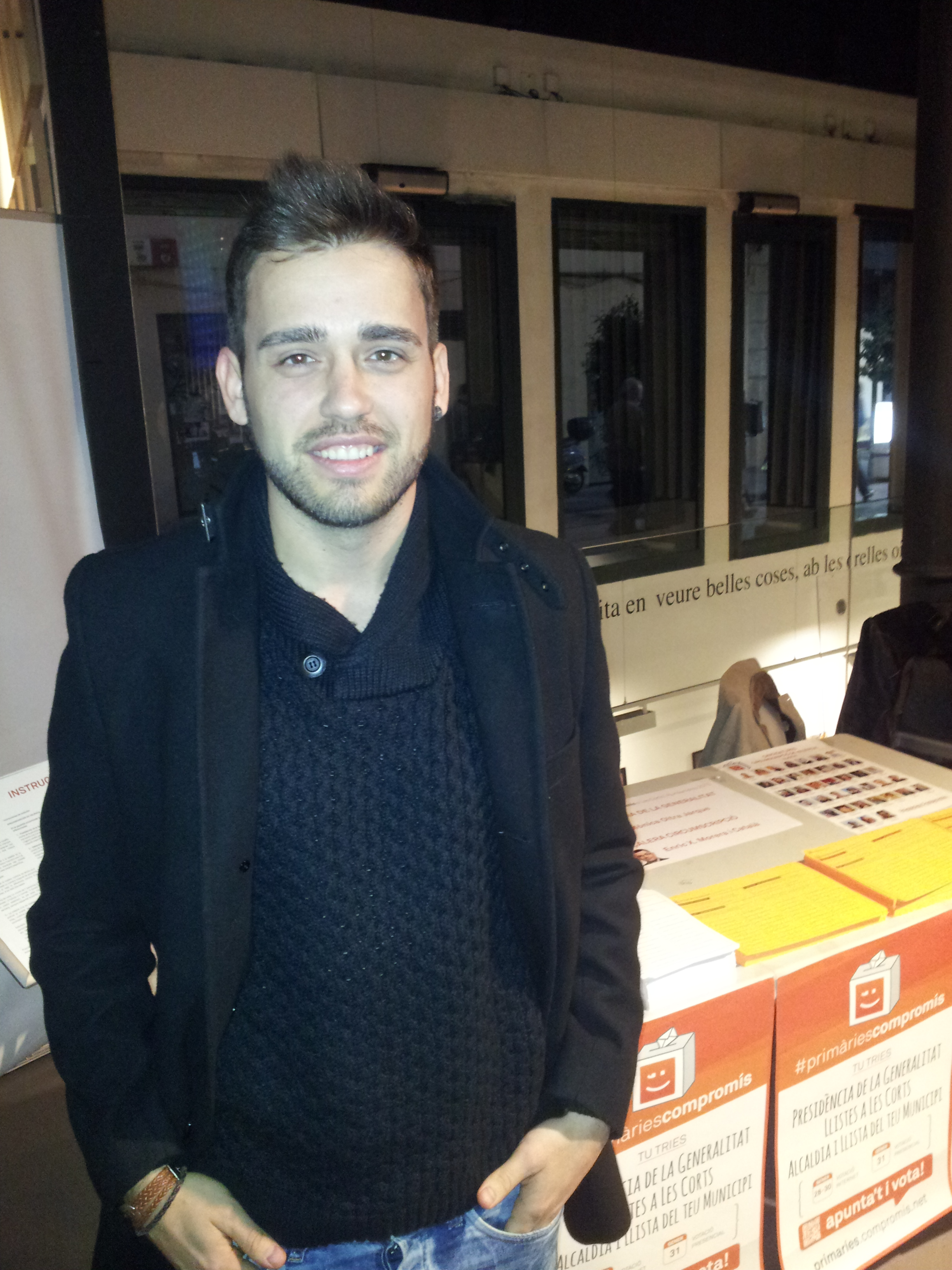
El diputat Fran Ferri durant les primàries de Compromís.

Després de mesos de negociacions, el 13 de novembre Compromís va acabar de dissenyar les primàries per a triar els seus candidats a les eleccions autonòmiques de maig de 2015, les quals consistiran en votacions separades per al candidat de la presidència, així com dels caps de llista per a Castelló, Alacant i el número 2 de la llista de València, i una tercera votació per a la resta d'integrants de la llista, amb entre una i tres posicions reservades com a quotes de pluralitat. Encara que en un primer moment el reglament de primàries no va ser aprovat pel Consell General de la coalició per no arribar a la majoria dels 2 terços (es va arribar a un 64% en lloc d'un 66% necessari), fonamentalment per l'oposició de la major part del Bloc, encara que finalment el reglament va ser aprovat pel 95,7% dels vots dels Consell General pocs dies després.
Una vegada finalitzat el termini de presentació de candidatures, i recollida d'avals necessaris, Mónica Oltra va ser designada candidata de la coalició a presidir la Generalitat, ja que no es va presentar ningú més per a competir amb la diputada en les primàries. Mentrestant, el també coportaveu de la coalició, Enric Morera, va ser el cap de llista autonòmica de la circumscripció de València en ser la seua l'única candidatura en presentar-s'hi i recollir avals, per la qual Morera va ocupar el lloc número 2 per la circumscripció de València. Mentrestant en la circumscripció d'Alacant, després de la recollida d'avals, els candidats i candidates per a encapçalar la llista van ser 5: Josep Nadal, Mireia Mollà, Rafa Climent, Josep Crespo i Marian Campello. Finalment, per la circumscripció de Castelló els candidats i candidates per a encapçalar la llista autonòmica de Compromís van ser també 5: Vicent Marzà, Víctor Garcia, Carles Mulet, Roger Mira i Mònica Alvaro.
El termini per a inscriure's com a votant en les primàries va acabar el 21 de gener de 2015 amb 40.175 inscrits. Les votacions primàries a través d'internet es van desenvolupar entre els dies 28 i 30 de gener, mientre que les votacions presencials es van realitzar el 31 de gener. En les votacions van participar més del 70% del cens, és a dir, en total quasi 30.000 persones van exercir el seu dret a voto. Pel que respecta als resultats, Mónica Oltra va ser declarada formalment candidata a la presidència de la Generalitat, mentre que Mireia Mollà i Herrera (Iniciativa) i Vicent Marzà i Ibáñez (BLOC) van ser designats caps de llista per Alacant i Castelló respectivament.
Pel que fa a possibles pactes i coalicions amb altres partits, en setembre de 2014 Enric Morera va obrir la porta que la coalició parlara amb altres partits, com Podemos, per a formar una candidatura conjunta de cara a les eleccions autonòmiques, al qual Mónica Oltra es va mostrar favorable. Al pas de l'any de 2014 al 2015 van haver converses entre el Bloc i ERPV per a estudiar la possibilitat que els darrers, sense cap protagonisme per a les sigles, es presentaren amb Compromís, per al que comptava amb el suport d'altres partits adherits, com Estat Valencià i Esquerra Valenciana. Enric Morera va declarar que les possibilitats d'acord eren exclusivament de l'àmbit local, i solament en alguns municipis on ja s'hi havien establit contactes entre les formacions. Finalment, el 27 de febrer Compromís va proclamar les seues candidatures per a les eleccions autonòmiques i municipals sense membres d'Esquerra Republicana en les seues llistes, fet va ser interpretat com una "portada" de Compromís a la possible integració d'ERPV, provocant que aquesta formació reprenguera els contactes amb EUPV, presentant-se tots dos a la coalició Acord Ciutadà.

### Eleccions generals del 2015

Nom de la coalició Compromís-Podemos

De cara a la convocatòria d'eleccions d'eixe any, es va plantejar de nou mitjançant Mónica Oltra, la possibilitat de formar una coalició amb Podemos. Els diferents partits de la coalició es van posicionar al respecte i mentre IPV i Verds-Equo ho van fer a favor de la coalició amb Podemos tot i no convocar cap referèndum a la militància, el Bloc i GdC van votar-hi en contra majoritàriament convocant tots dos referèndums interns. Finalment es va formalitzar la coalició amb Podemos hores abans del tancament del termini legal per fer-ho, provocant importants tensions al si de Compromís, especialment del partit majoritari Bloc, on un important sector va fer explícit el seu rebuig.
Els resultats obtinguts compliren les expectatives, situant la coalició en la segona posició a les tres circumscripcions valencianes per darrere del Partit Popular, i amb 9 diputats, 4 per a Compromís, 4 per a Podemos i 1 independent (Rosana Pastor). Compromís encapçalava les llistes per València (Joan Baldoví) i Castelló (Marta Sorlí), mentre que Podemos ho feia per Alacant (Rita Bosaho). També es va obtindre una senadora per València per a Compromís (Dolors Pérez).

### Govern del País Valencià
Després de 20 anys de governs conservadors, el PPCV va perdre la majoria absoluta permetrent que s'articulés una majoria d'esquerres a les Corts Valencianes (PSPV-PSOE 23, Compromís 19 i Podem 13). Després de dures i tenses negociacions, els tres partits progressistes van signar l'anomenat Acord del Botànic, on es van establir les bases d'un nou Consell de progrés. Finalment, Podem no va formar part del Govern, però va decidir donar-li suport extern i votar favorablement a la investidura. Aquest fet va provocar que el nou govern valencià fos, finalment, un bipartit format pels socialistes valencians i Compromís. Els Consellers van prendre possessió del seu càrrec el 30 de juny de 2015.
A les Eleccions a les Corts Valencianes de 2019 D'aquesta manera, va haver de tornar a negociar amb les forces d'esquerra que van aconseguir representació parlamentària, és a dir, Coalició Compromís (amb 17 escons) i Unides Podem (amb 8 escons), per tal de revalidar el govern. Així, després de tenses negociacions, els tres partits van reeditar l'Acord del Botànic, aquesta vegada amb la inclusió d'Unides Podem al Consell. El líder socialista i president del Consell de la Generalitat Ximo Puig va revalidar el càrrec i va ser novament envestit President per votació de les Corts Valencianes en sessió celebrada el 13 de juny de 2019.
El Tribunal de Comptes trobà el 2017 que el finançament de la coalició tenia "massa incidències, deficiències i discrepàncies per a examinar" els comptes.
Mónica Oltra va dimitir de tots els seus càrrecs i de l'escó a les Corts Valencianes el 21 de juny de 2022 en ser imputada pel TSJ valencià per presumptes negligències de la seua conselleria en la protecció d'una menor que va ser abusada pel seu exmarit, una causa arxivada en 2024 en no trobar-se indicis de delicte. El cap de llista a les eleccions a les Corts Valencianes de 2023, escollit en eleccions primàries en les què no va tenir oposició, fou Joan Baldoví.

### Retorn a l'oposició
A les eleccions a les Corts Valencianes de 2023 el PPCV aconseguí ser el partit més votat i el popular Carlos Mazón va formar govern amb Vox per esdevenir president de la Generalitat Valenciana.

### Crisi del 2025
En 3 de juny de 2025 la branca més nacionalista i majoritària dels valencians encapçalada per Més - Compromís va aprovar abandonar el grup parlamentari de la coalició Sumar mentre la branca més ecosocialista liderada per Iniciativa del Poble Valencià ha aprovat continuar-hi després que la coalició proposés la compareixença del president del govern espanyol, Pedro Sánchez a la comissió d'investigació del Congrés dels Diputats sobre la DANA, i Sumar no sol·licitar-la. Finalment la diputada Àgueda Micó de Més va passar al grup mixt el 3 de juliol de 2025.

## Resultats electorals
| Eleccions                                             | Candidat                  | Vots    | % de vots al País Valencià | Escons | Posició |
| ----------------------------------------------------- | ------------------------- | ------- | -------------------------- | ------ | ------- |
| Eleccions a les Corts Valencianes de 2011             | Enric Morera i Català     | 176.216 | 7,37                       | 6      | 3r      |
| Eleccions municipals de 2011                          | -                         | 180.913 | 7,23                       | 345    | 3r      |
| Eleccions generals espanyoles de 2011                 | Joan Baldoví i Roda       | 125.306 | 4,86                       | 1      | 5è      |
| Eleccions al Parlament Europeu de 2014                | Jordi Sebastià i Talavera | 138.448 | 7.94                       | 1      | 6è      |
| Eleccions a les Corts Valencianes de 2015             | Mónica Oltra Jarque       | 452.654 | 18,19                      | 19     | 3r      |
| Eleccions municipals de 2015                          | -                         | 381.349 | 15,27                      | 722    | 3r      |
| Eleccions generals espanyoles de 2015 Compromís-Podem | Joan Baldoví i Roda       | 671.071 | 25,09                      | 4 (9)  | 2a      |
| Eleccions generals espanyoles de 2016 A la valenciana | Joan Baldoví i Roda       | 655.895 | 25,37                      | 4 (9)  | 2a      |
| Eleccions generals espanyoles de 2019                 | Joan Baldoví i Roda       | 172.751 | 6,45                       | 1      | 6è      |
| Eleccions a les Corts Valencianes de 2019             | Mónica Oltra Jarque       | 439.459 | 16,81                      | 17     | 4t      |
| Eleccions al Parlament Europeu de 2019                | -                         | 193.506 | 8,43                       | 0      | 5è      |
| Eleccions generals espanyoles de 2019 Més Compromís   | Joan Baldoví i Roda       | 176.287 | 7,00                       | 1      | 6è      |

1. ↑  Junt amb Podem
2. ↑  Junt amb Podem i EUPV
3. ↑  Junt amb Més País

### Eleccions municipals del 2015
| Regidors obtinguts en les principals ciutats del País Valencià per Compromís |          |                      |          |                         |          |
| Municipi                                                                     | Regidors | Municipi             | Regidors | Municipi                | Regidors |
| Castelló de la Plana                                                         | 4        | València             | 9        | Alacant                 | 3        |
| Vila-real                                                                    | 4        | Torrent (Horta Oest) | 4        | Elx                     | 4        |
| Borriana                                                                     | 3        | Gandia               | 3 (5)    | Torrevella              | 0        |
| La Vall d'Uixó                                                               | 2        | Paterna              | 6        | Oriola                  | 0        |
| Vinaròs                                                                      | 2        | Sagunt               | 5        | Benidorm                | 1 (2)    |
| Benicarló                                                                    | 3 (4)    | Alzira               | 6        | Alcoi                   | 3        |
| Almassora                                                                    | 5        | Mislata              | 1        | Sant Vicent del Raspeig | 3        |
| Onda                                                                         | 1        | Burjassot            | 4        | Elda                    | 2        |
| Benicàssim                                                                   | 3        | Ontinyent            | 2        | Dénia                   | 4        |
| Nules                                                                        | 1 (3)    | Aldaia               | 2        | Petrer                  | 1        |
| Total provincial                                                             | 87       | Total provincial     | 468      | Total provincial        | 166      |
| Font: Ministeri de l'Interior                                                |          |                      |          |                         |          |

### Eleccions municipals del 2019
| Regidors obtinguts en les principals ciutats del País Valencià per Compromís |          |                  |          |                         |          |
| Municipi                                                                     | Regidors | Municipi         | Regidors | Municipi                | Regidors |
| Castelló de la Plana                                                         | 3        | València         | 10       | Alacant                 | 2        |
| Vila-real                                                                    | 3        | Torrent          | 2        | Elx                     | 2        |
| Borriana                                                                     | 2        | Gandia           | 4        | Torrevella              | 0        |
| La Vall d'Uixó                                                               | 1        | Paterna          | 3        | Oriola                  | 0        |
| Vinaròs                                                                      | 1        | Sagunt           | 5        | Benidorm                | 0        |
| Benicarló                                                                    | 2        | Alzira           | 9        | Alcoi                   | 2        |
| Almassora                                                                    | 3        | Mislata          | 1        | Sant Vicent del Raspeig | 1        |
| Onda                                                                         | 1        | Burjassot        | 2        | Elda                    | 0        |
| Benicàssim                                                                   | 2        | Ontinyent        | 2        | Dénia                   | 3        |
| Nules                                                                        | 1        | Aldaia           | 1        | Petrer                  | 0        |
| Total provincial                                                             | 84       | Total provincial | 477      | Total provincial        | 181      |
| Font: Ministeri de l'Interior                                                |          |                  |          |                         |          |

### Eleccions valencianes
| Evolució del nombre d'escons en les Corts Valencianes |      |      |      |      |      |
| Circumscripció / Any                                  | 2007 | 2011 | 2015 | 2019 | 2023 |
| Alacant                                               | 1    | 1    | 5    | 4    | 4    |
| Castelló                                              | 1    | 1    | 4    | 4    | 3    |
| València                                              | 2    | 4    | 10   | 9    | 8    |
| Total                                                 | 4    | 6    | 19   | 17   | 15   |

| Evolució del nombre de diputats provincials |      |      |      |      |
| Circumscripció / Any                        | 2007 | 2011 | 2015 | 2023 |
| Alacant                                     | 0    | 0    | 3    | 1    |
| Castelló                                    | 1    | 1    | 2    | 2    |
| València                                    | 0    | 1    | 6    | 3    |
| Total                                       | 1    | 2    | 11   | 6    |

### Eleccions generals
| Evolució del nombre d'escons en el Congrés dels diputats |      |      |        |         |      |       |
| Circumscripció / Any                                     | 2008 | 2011 | 2015   | 2016    | 2019 | 2023  |
| Alacant                                                  | -    | 0    | 1 (3)* | 1 (3)** | 0    | 0     |
| Castelló                                                 | -    | 0    | 1*     | 1**     | 0    | 0     |
| València                                                 | -    | 1    | 2 (5)* | 2 (5)** | 1*** | 2**** |
| Total                                                    | -    | 1    | 4*     | 4**     | 1*** | 2**** |

* Dins de la coalició Compromís-Podem
** Dins de la coalició A la valenciana

*** Dins de la coalició Més Compromís (coalició)
**** Dins de la coalició Compromís-Sumar

### Eleccions europees
| Evolució del nombre d'escons al Parlament Europeu |      |      |      |      |
| Any                                               | 2009 | 2014 | 2019 | 2024 |
| Total Estatal                                     | -    | 1*   | 0    | 1**  |

* Rotatori amb Equo 
** Dins de la coalició Compromís-Sumar

## Resultats a les Corts Valencianes
| Any eleccions | Coalició     | Diputats | +/- |
| ------------- | ------------ | -------- | --- |
| 2011          | C. Compromís | 6 / 99   |     |
| 2015          | C. Compromís | 19 / 99  | 13  |
| 2019          | C. Compromís | 17 / 99  | 2   |
| 2023          | C. Compromís | 15 / 99  | 2   |